# Пам'ятки вітряного млинарства на Черкащині
Пам'ятки вітряного млинарства на Черкащині
Черкащина — це споконвічно хліборобський край. З далеких часів трипільської культури сягають зернопереробні традиції.
Піком розвитку вітряного млинарства на Черкащині стала перша третина XX ст., коли кількість вітряків сягала своїх найвищих показників. Та з початком колективізації вітряне млинарство опинилося серед «неперспективних» галузей господарства й поступово занепадало. А по завершенні Другої світової війни лишилася зовсім мізерна частина вітряків і вони вже перестали бути невід'ємною частиною краєвиду кожного українського села.
Остаточного удару по галузі завдала масова електрифікація, дешевизна електроенергії та партійна установка на сприяння винищенню вітряків, як «пережитків» минулої епохи.
Складалася ситуація, коли на Черкащині можна було побачити вітряний млин (вітряк) хіба що у приватному володінні, завдяки цьому було порятовано низку млинів.
Відродження вітряного млина у с. Івківці Чигиринського району стало поштовхом до відродження млинарства на Черкащині.
Із 2007 р. громадські організації «Молодь за відродження села», «Конгрес молодих вчених Черкащини» та викладачі і студенти Черкаського національного університету розпочали збирати відомості про вцілілі пам'ятки млинарства та опікуватися ними. Спільними зусиллями було відновлено низку вітряків, виконано велику пошукову роботу.
Відомими у регіоні були вітряки, розміщені при великих шляхах та поблизу туристичних об'єктів. Це вітряк на території Худоліївської сільради, розміщений за 400 м від шлях Черкаси-Чигирин, біля межі Черкаського й Чигиринського районів. Цей стовповий вітряк збудований на початку XX ст.
До групи «відомих» належить і вітряк і с. Суботів Чигиринського району, який добре зберігся. В цілому цей традиційний стовповий млин придатний для повного відновлення.
Одним із найвідоміших вітряків Черкащини лишається вітряний млин у с. Будище Звенигородського району. Він розміщений за селом біля шляху Будище-Шевченкове, яким проїздять тисячі туристів, що їдуть вшановувати Т.Шевченка на його батьківщину. Цей млин за своєю конструкцією належить до «голландського типу», тобто до шатрових вітряків. Він є класичним взірцем традиційного шатрового млина кінця ХІХ — початку XX ст. й лишився останнім вітряком цього типу на теренах Черкащини! До цієї групи також належить вітряк при в'їзді до с. Лебедин Шполянського району.
До числа найкраще збережених вітряків належить млин у с. Теклине Смілянського району. За типом цей млин належить до стовпових вітряків. До числа цілком збережених належить також вітряк у с. Івківці Чигиринського району. Це традиційний стовповий чотирикрилий у відмінному стані.
До числа максимально збережених належать вітряки, перенесені до новостворених «Музею млинарства» просто неба у с. Стецівка Чигиринського району та історико-етнографічного заповідника «Козацькі землі України» у с. Вереміївка Чорнобаївського району.
До числа добре збережених також належить один із трьох вітряків у с. Капустине Шполянського району. Це типовий чотирикрилий двоповерховий вітряк. На околиці цього села розміщується ще два збережені вітряки «К-2» та «К-3».
До числа добре збережених також належить вітряк у с. Жовнине Чорнобаївського району. Цей млин до 2004 р. навіть лишався діючим.
На північній околиці області, у с. Бучак Канівського району зберігся ще один традиційний чотирикрилий вітряк стовпового типу, який споруджено у 1946 р.
Північніше Бучака у с. Григорівка зберігся типовий вітряний млин стовпового типу. Він вирізняється серед решти підведеною лінією електромережі та переобладнаною механікою під електричний привод. Традиційні вітряки збереглися у селах Лука, Горобіївка та Яблунів.
До цього часу збережено стовповий чотирикрилий вітряк у с. Хижинці Лисянського району. Ще один стовповий вітряк вцілів на околиці села Квітки Корсунь-Шавченківського району.
На Черкащині крім Яблунівський руїн виявлено ще низку вітряків у с. Ленінське Чорнобаївського району та у с. Соболівка Шполянського району.
Окрім традиційних вітряків стовпового та шатрового типів на території області виявлено й декілька модернізованих вітряків конструкції В. Т. Стрельця. Вони збереглися у с. Грищинці, Бобриця, Прохорівка Канівського району та с. Бубнівська Слобідка Золотоніського району.
У цілому, на території Черкащини виявлено 32 вітряні млини. П'ять із них перебувають у робочому стані. Решта більшою чи меншою мірою потребують ремонту.